# El Molinar
|  | Aquest article tracta sobre un barri de Mallorca. Vegeu-ne altres significats a «Molinar». |

El Molinar (popularment es Molinar) és un barri obrer i mariner a la Badia de Palma, a 4km de la ciutat, i té uns 8.000 habitants. Pertany al terme de Palma i limita amb Can Pere Antoni pel Portitxol (Torrent d'en Barberà), amb el Polígon de Llevant i Son Malferit per l'autopista de Llevant i amb el Coll d'en Rabassa pel torrent Gros i La Gruta. Va néixer a mitjan segle xix al voltant de l'antic port de pescadors del Portitxol. També rep el nom de Segon Molinar o Molinar de Llevant, per distingir-lo del veí Primer Molinar o Molinar de Ponent, noms alternatius del barri de Can Pere Antoni.
El nom li ve de la gran quantitat de molins que hi havia a la zona durant el segle xix i principi del segle xx, que desaparegueren amb l'avanç de les tècniques de moldre, els canvis en el model de producció i l'ampliació de la carretera de Llucmajor, si bé se'n conserven dos al Primer Molinar, davant la platja de Can Pere Antoni. Els molins d'aigua del barri, en canvi, per bé que també hi són abundants, no tenen res a veure amb el topònim, atès que són molt freqüents a tot el Prat de Sant Jordi.

## Història
Els orígens del Molinar es remunten a la darreria del segle xvii, quan es va construir l'ermita de Sant Onofre. El barri va sorgir entorn dels molins quan es començaren a fer les primeres cases, juntament amb unes primeres residències d'estiuada. El 1855 hom bastí un oratori, dedicat a la Mare de Déu del Remei, que fou venuda el 1928 quan s'inaugurà un nou temple, projecte de Guillem Forteza, declarat Monument Local d'Interès Històrico-Artístic el 1974, que el 1934 es constituí en parròquia.
El nucli del Molinar va néixer amb un caràcter mariner molt marcat, amb un pes important també dels artesans. El segle xix l'activitat dels calatravins tenia molt de pes, organitzada en obradors familiars, centres que els primers anys del segle xx havien esdevengut fàbriques d'una quarantena d'operaris cada una, veïns de la zona. A més d'aquest sector, la pesca era l'altre sector tradicional, de caràcter familiar i centrat en la pesca costanera. A banda d'això, al Molinar s'hi establiren una quantitat important d'indústries, principalment del sector energètic (gas, petroli i electricitat). Tot plegat dotà el barri del Molinar d'un caràcter obrer molt marcat, que propicià l'inici de l'organització del moviment obrer. Durant la Segona República, el Molinar fou un dels principals feus del Partit Comunista d'Espanya, cosa que comportà que, després de la Guerra, fos un barri que patí fortament la repressió franquista: la nit de Reis de 1937 foren assassinades cinc dones del Molinar a conseqüència de la dita repressió, conegudes com a les Roges del Molinar, homenatjades cada any per l'esquerra mallorquina.
El caràcter obrer del barri s'allargà durant la postguerra, amb l'arribada d'immigració espanyola (principalment de Jaén) i de la Part Forana de Mallorca, però després del boom turístic dels anys seixanta l'activitat principal passà a ser el turisme i el barri prengué més caràcter residencial o de segona residència, per bé que encara ara és viu el sentiment de barri i de classe obrera entre els natius.
El segle xx, el Molinar ha hagut de fer front a força iniciatives especulatives que pretenien treure profit econòmic fent-lo créixer poblacionalment en detriment de perdre caràcter de barri que sempre ha tengut. És així que es va aprovar i dur a terme el projecte d'enllaç amb l'autopista, que agilitzà les comunicacions amb el Molinar i funcionà d'efecte crida per altres projectes especulatius, com també es va desenvolupar el projecte, finalment no aprovat, d'ampliació del port del Molinar. També han estat presents les lluites contra la especulació immobiliària, protagonitzades per la urbanització de Son Bordoi, aprovada el 2018 i que suposava la construcció de 750 habitatges nous al barri en una zona d'horts, que finalment no es va dur a terme després que sorgissin acusacions d'un possible cas de corrupció i que, finalment, una promotora del projecte fes fallida. La lluita contra aquestes iniciatives de convertir el Molinar en un barri desnaturalitzat fou encapçalada per plataformes locals com Salvem es Molinar o Al Molinar port petit, com també per associacions de llarga trajectòria de defensa del territori com el GOB

## El passeig del Molinar
El Molinar és un barri costaner, delimitat per les desembocadures del Torrent d'en Barberà i del torrent Gros, i estructurat al llarg de la carretera de Llucmajor però també al llarg de la costa. La part més pròxima a Palma és més sinuosa, i forma tres entrades: el Portitxol, el Portitxolet i el Caló d'en Rigo, considerat el port del Molinar; en canvi, la part més de llevant és més baixa i arenosa. D'un cap a l'altre del barri, tota la part que mira a la mar compta amb un passeig marítim elevat que protegeix la primera línia de cases de les ones els dies de mala mar, i que és molt concorregut tant per turistes com per gent del barri i de la resta de la ciutat.

### El Caló d'en Rigo
El Caló d'en Rigo és una petita cala del Molinar que acull un port esportiu on té la seu el Club Marítim Molinar de Llevant, el club marítim més antic de Mallorca. Aquest club nàutic es va fundar l'estiu de 1917 per fomentar l'esport nàutic i la vida marítima. Atesa la natura del barri, la major part dels seus socis eren d'origen humil i el club no va créixer gaire, els primers anys. Amb el temps es va construir un edifici per la seu de l'entitat, inaugurat el 1927 i obra de l'arquitecte Carles Garau. Els socis del club eren tant veïns del barri com gent que tenia una segona residència al Molinar. Però les obres de construcció del Dic de l'Oest (a Portopí) i d'ampliació al Portitxol modificaren els corrents marítims, i els anys setanta calgué construir dues petites esculleres. No obstant això, tot al llarg del final del segle xx ha patit un estat de degradació constant, atès que en comptes de fer reformes de millora es portaven les activitats en perill a altres ports, com els pescadors professionals, que els anys vuitanta foren traslladats al Portitxol.
El segle xxi va començar pel port del Molinar amb el projecte del Club Marítim d'un gran projecte de millora i ampliació del port. Els veïns del barri veieren amb bons ulls el projecte de millora, però no pas l'ampliació, que pretenia augmentar la capacitat del port set vegades construint dues grans esculleres, de manera que va néixer una campanya popular contrària a l'ampliació del port, anomenada Al Molinar, port petit', que rebé força suport i assolí gran visibilitat. Denunciaven que darrere el projecte hi havia un interès especulatiu que desfiguraria el barri per convertir el port en un club nàutic elitista, en consonància amb altres projectes especulatius del barri, mentre que el club afirmava que sense el finançament que comportaria l'ampliació no podrien renovar la concessió.
L'estiu de 2016, l'Autoritat Portuària de Balears, la institució competent, va rebutjar el projecte d'ampliació tot valorant el moviment de rebuig que havia tengut, i va aprovar un projecte de reforma que mantenia les dimensions del port però en renovava les instal·lacions, les obres del qual començaren el març de 2019.

### La platja del Molinar
La platja del Molinar és una platja de roques i arena que va del Caló d'en Rigo a la desembocadura del Torrent Gros, sovintejada sobretot per gent del barri i de la resta de la ciutat. Es tracta d'una platja artificial i discontínua, amb quatre esculleres que protegeixen la costa que han generat petits redols d'arena. No compta amb accessos per minusvàlids ni amb servei de vigilància propi, tot i que hi ha vigilància dinàmica del servei de salvament de platges.

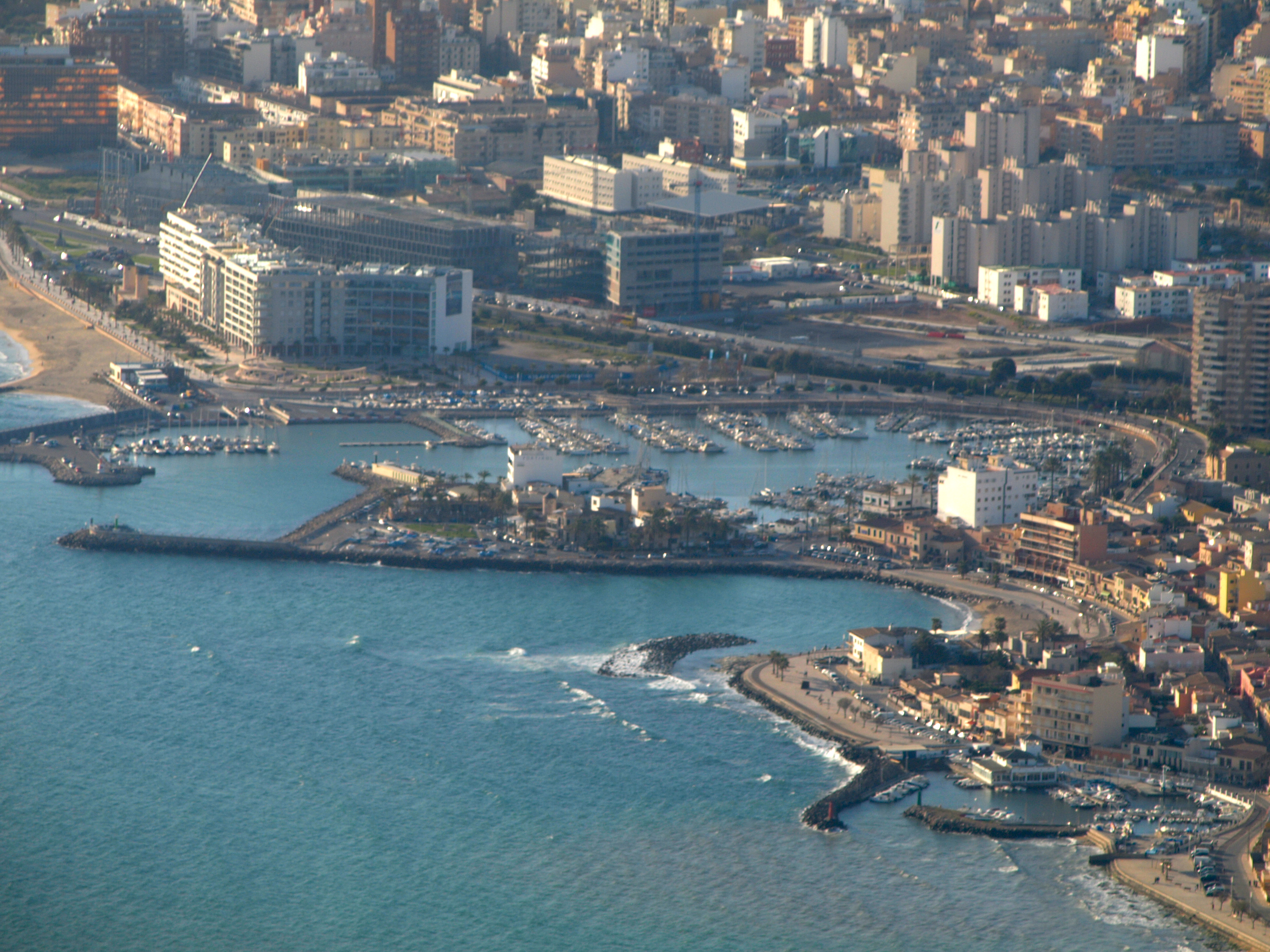
Portitxol

Sobre una de les quatre esculleres s'alça un monument als quatre vents, amb un penell que marca la direcció del vent restaurat el 2018.

## Entitats
- Teatre del Mar: petit teatre situat a la carretera que té els orígens en una companyia parroquial.
- Unió Esportiva Rotlet Molinar: club de futbol que juga els partits al camp municipal del Molinar, fundat el 1987 de la unió entre la Unió Esportiva Molinar (abans Atlètic Molinar, fundat el 1971) i el Rotlet (fundat el 1964).
- Club Nàutic Portitxol: club nàutic establert al Portitxol.
- Club Marítim Molinar de Llevant: club nàutic fundat el 1917 i establert al Caló d'en Rigo.